# Апостольский нунций в Индонезии
Апостольский нунций в Республике Индонезия — дипломатический представитель Святого Престола в Индонезии. Данный дипломатический пост занимает церковно-дипломатический представитель Ватикана в ранге посла. Апостольская нунциатура в Индонезии была учреждена на постоянной основе 15 марта 1950 года, в ранге интернунциатуры. Её резиденция находится в Джакарте.
В настоящее время Апостольским нунцием в Индонезии является архиепископ Пьеро Пьоппо, назначенный Папой Франциском 8 сентября 2017 года.

## История
Апостольское делегатура Индонезийского архипелага была учреждена на постоянной основе 7 июля 1947 года, бреве «De animarum salutes» папы римского Пия XII.
Апостольское делегатура Индонезии была возведена в ранг Апостольской интернунциатуры 15 марта 1950 года, бреве «Id maxime Nostrum» того же Папы Пия XII. Апостольская интернунциатура, в свою очередь, была возведена в ранг Апостольской нунциатуры 7 декабря 1965 года, бреве «Quo firmiores» папы римского Павла VI. С 2003 года по 2013 год Апостольский нунций в Индонезии, по совместительству, исполнял функции апостольского нунция в Восточном Тиморе.

## Апостольские нунции в Индонезии

### Апостольские делегаты и интернунции в Индонезии
- Жорж-Мари-Жозеф-Юбер-Гилан де Жонг д’Ардуа M.E.P. — (6 июля 1947 — 3 мая 1955 — назначен апостольским интернунцием в Египте);
- Доменико Энричи — (17 сентября 1955 — 30 января 1958 — назначен апостольским нунцием на Гаити);
- Гаэтано Алибранди — (23 июня 1958 — 15 октября 1961 — назначен апостольским нунцием в Чили);
- Оттавио Де Лива — (18 апреля 1962 — 23 августа 1965, до смерти).

### Апостольские про-нунции и нунции
- Сальваторе Паппалардо — (7 декабря 1965 — 7 мая 1969 — назначен президентом Папской Церковной Академии);
- Жозеф Меес — (14 июня 1969 — 10 июля 1973 — назначен апостольским нунцием в Парагвае);
- Винченцо Мария Фарано — (8 августа 1973 — 25 августа 1979 — назначен апостольским нунцием в Эквадоре);
- Пабло Пуэнте Бусес — (18 марта 1980 — 15 марта 1986 — назначен апостольским нунцием в Гвинее-Бисау и Мавритании и апостольским про-нунцием в Кабо-Верде и Сенегале);
- Франческо Каналини — (28 мая 1986 — 20 июля 1991 — назначен апостольским нунцием в Эквадоре);
- Пьетро Самби — (28 ноября 1991 — 6 июня 1998 — назначен апостольским нунцием на Кипре и Израиле и апостольским делегатом в Иерусалиме и Палестине);
- Ренцо Фратини — (8 августа 1998 — 27 января 2004 — назначен апостольским нунцием в Нигерии);
- Малькольм Ранжит (29 апреля 2004 — 10 декабря 2005 — назначен секретарём Конгрегации богослужения и дисциплины таинств);
- Леопольдо Джирелли — (13 апреля 2006 — 13 января 2011 — назначен апостольским нунцием в Сингапуре, апостольским делегатом в Брунее и Малайзии и папским представителем во Вьетнаме);
- Антонио Гвидо Филипацци — (23 марта 2011 — 26 апреля 2017 — назначен апостольским нунцием в Нигерии);
- Пьеро Пьоппо — (8 сентября 2017 — по настоящее время).